# Toerisme in Japan

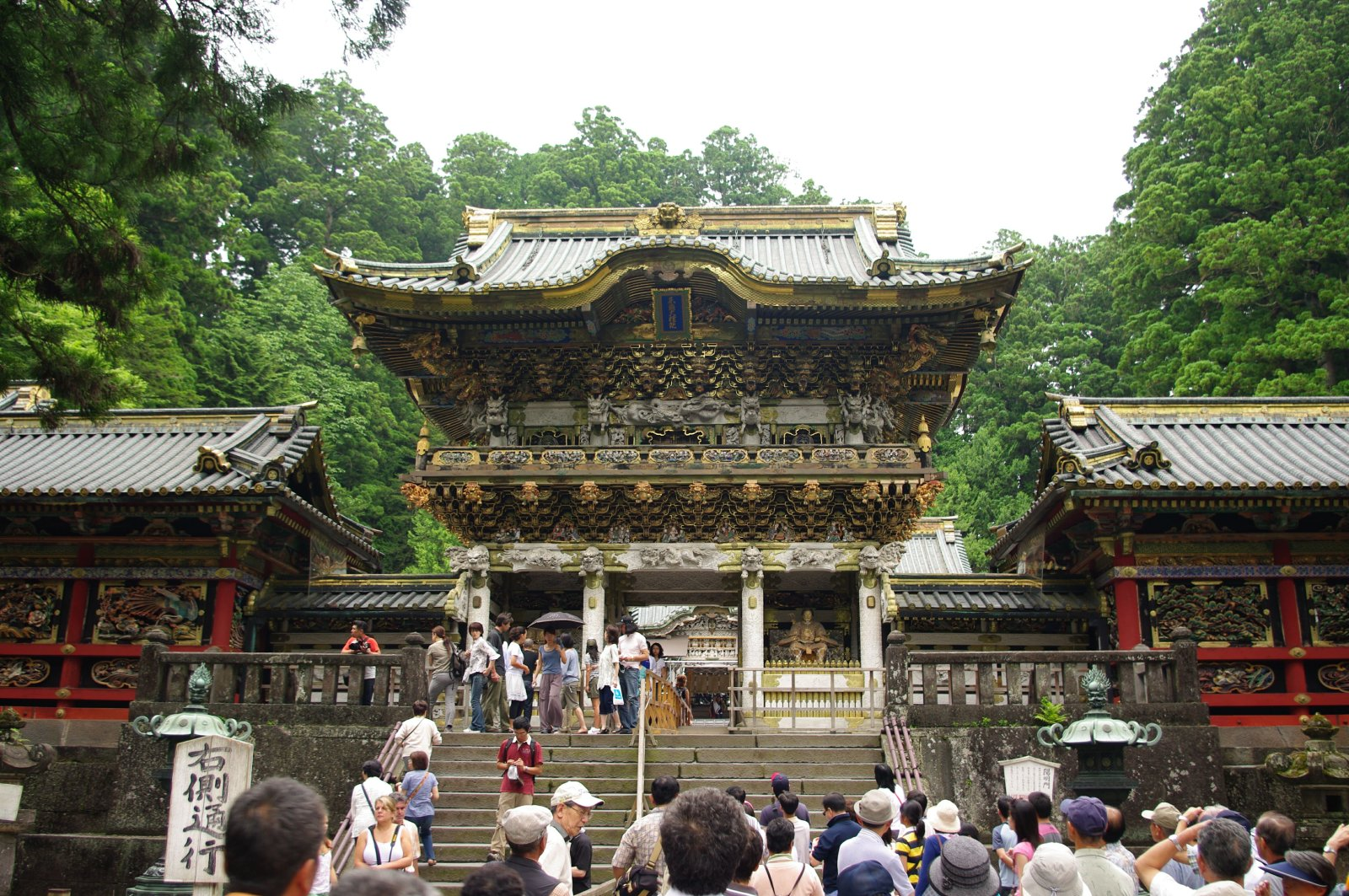
Nikko Toshogu, Shinto-heiligdom in Nikko

Toerisme in Japan is een belangrijke industrie en bijdrage aan de Japanse economie. Japan is een van de meest populaire reisbestemmingen ter wereld. Er kwamen in 2024 ongeveer 37 miljoen internationale toeristen naar het land.
De meerderheid van de toeristen in Japan komt uit buurlanden zoals Zuid-Korea, China en Taiwan. Sinds de jaren 2020, toen Yen goedkoop werd, is het aantal toeristen uit Europa en Noord-Amerika aanzienlijk toegenomen. In 2024 kwamen 102.981 Nederlanders en 47.063 Belgen naar Japan.

## Geschiedenis
Tijdens de Edoperiode, ondanks beperkingen op het reizen door checkpoints, vergemakkelijkten gidsen de popularisering van reizen. Commoners met vergunningen kunnen vrijetijdsreizen ondernemen, vaak vermomd als bedevaarten. Inns, theehuizen en lokale producten bloeiden en reisinformatie verspreid door dagboeken en "ukiyo-e" prints.
Japan opende zijn grenzen in de late Edoperiode, maar vanwege de locatie in het Verre Oosten en de beperkte transportopties waren er niet veel buitenlandse bezoekers. Buitenlanders kregen uiteindelijk de vrijheid om te reizen in Japan en de inspanningen om internationale toeristen actief aan te trekken, begonnen aan de Japanse kant. Het Japan Travel Bureau (JTB) werd opgericht in 1912. Een andere belangrijke mijlpaal in de ontwikkeling van de toerismesector in Japan was de goedkeuring van de wetgeving inzake hotelontwikkeling vanaf 1907, die begon met het bouwen van het ministerie van Spoorwegen in Japanse Publikhotels.

## Pretparken

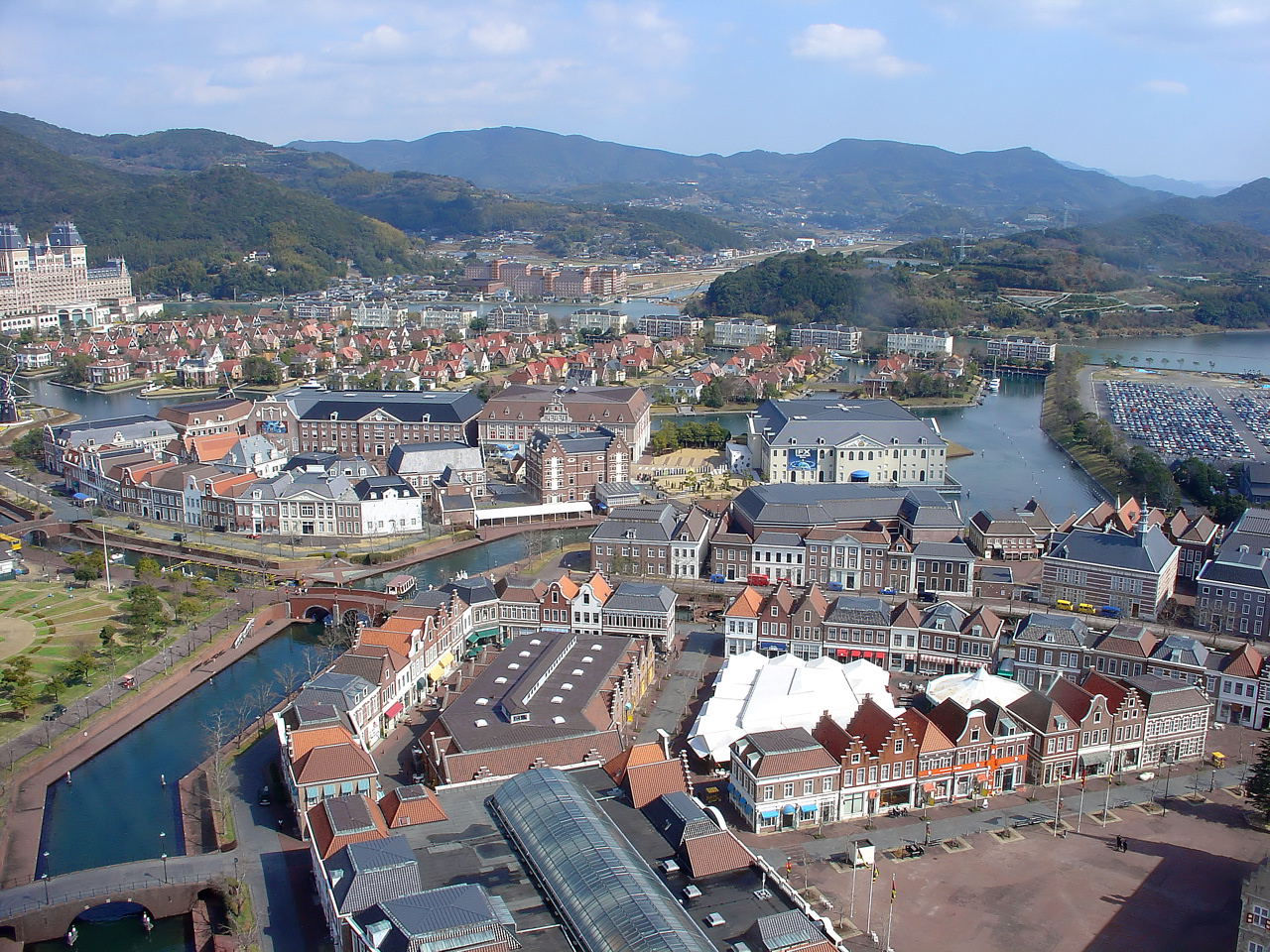
Luchtfoto van Huis ten Bosch

Tokyo Disneyland is een van de meest bezochte pretparken ter wereld en trekt ook veel internationale toeristen aan. Andere pretparken zoals Universal Studios Japan of Yomiuriland zijn ook populaire reisbestemmingen.
Het Park Huis ten Bosch, vernoemd naar den paleis van dezelfde naam, is het grootste pretpark in Japan en wordt gebouwd in 1983. Het bevindt zich in Sasebo in Nagasaki, waar Nederlandse kolonisten ook in de 17e eeuw met Japan handel dreven. Het pretpark is begraven met veel kanalen, tulpen en windpiekers en vooral Nijntje, die grote populariteit hebben in het Japans, wordt daar vaak gezien. Het pretpark heeft een verbinding met station Hakata in Fukuoka.

## Oorsprong van internationale toeristen
Lijst van 25 landen waaruit de meeste mensen in december 2024 naar Japan kwamen:
| #  | Land                | nummer    |
| -- | ------------------- | --------- |
| 1  | Zuid-Korea          | 8.817.765 |
| 2  | China               | 6.981.342 |
| 3  | Taiwan              | 6.044.316 |
| 4  | Verenigde Staten    | 2.724.594 |
| 5  | Hongkong            | 2.683.391 |
| 6  | Thailand            | 1.148.848 |
| 7  | Australië           | 920.196   |
| 8  | Filipijnen          | 818.659   |
| 9  | Singapore           | 691.226   |
| 10 | Vietnam             | 621.173   |
| 11 | Canada              | 579.445   |
| 12 | Indonesië           | 517.651   |
| 13 | Maleisië            | 506.883   |
| 14 | Verenigd Koninkrijk | 437.230   |
| 15 | Frankrijk           | 385.071   |
| 16 | Duitsland           | 325.870   |
| 17 | India               | 233.061   |
| 18 | Italië              | 229.785   |
| 19 | Spanje              | 182.284   |
| 20 | Mexico              | 151.835   |
| 21 | Nieuw-Zeeland       | 115.012   |
| 22 | Nederland           | 102.981   |
| 23 | Rusland             | 99.284    |
| 24 | Brazilië            | 85.609    |
| 25 | Zwitserland         | 72.193    |